# Liassocupes parvus
Liassocupes parvus is een keversoort uit de familie Cupedidae. De wetenschappelijke naam van de soort is voor het eerst geldig gepubliceerd in 1962 door Zeuner.